# 1881年人身財産保護法

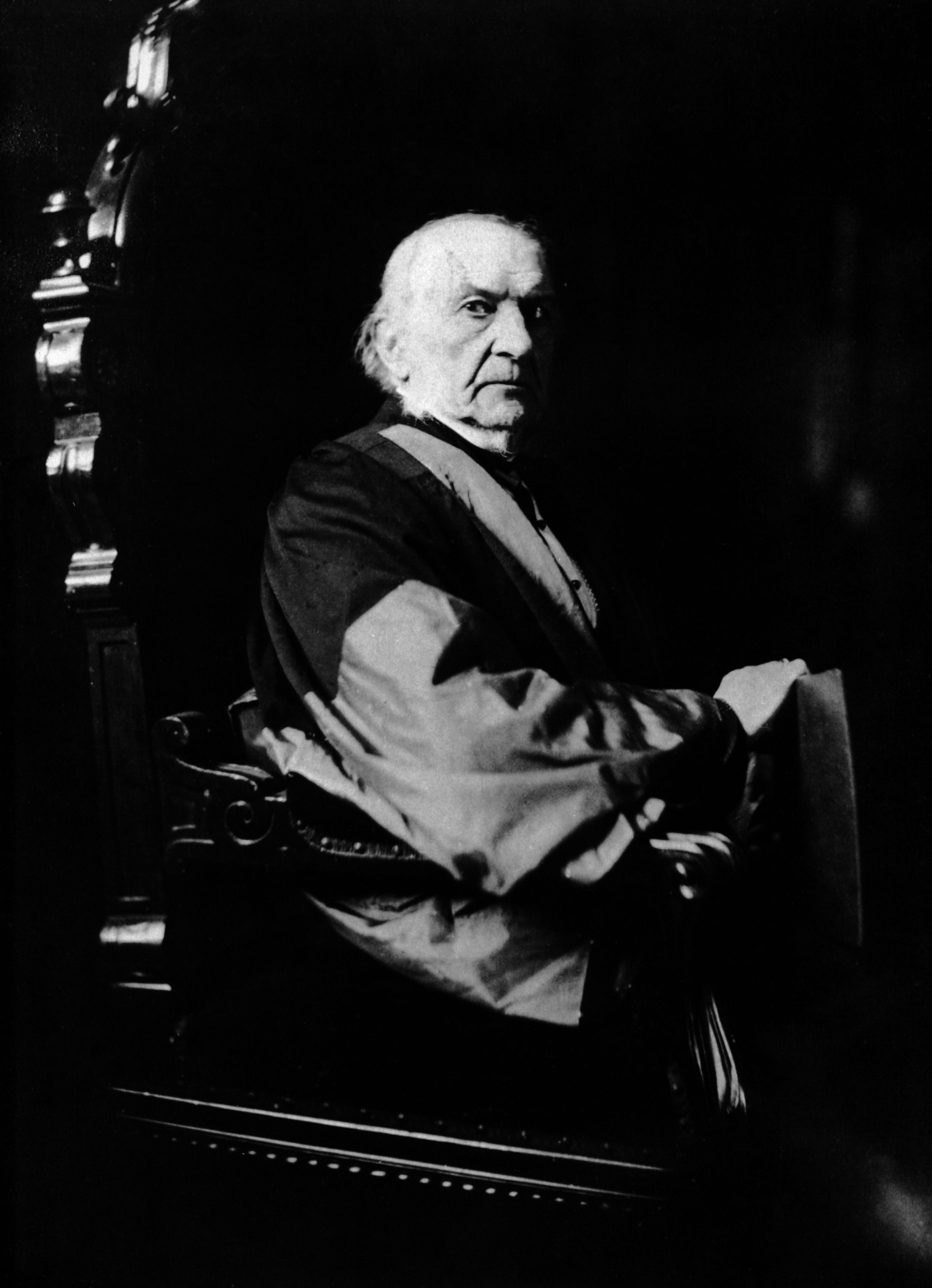
法案を提出した首相ウィリアム・グラッドストン。

人身財産保護（アイルランド）法（じんしんざいさんほご（アイルランド）ほう、英語: Protection of Persons and Property (Ireland) Act）、またはアイルランド強圧法（アイルランドきょうあつほう、英: Coercion Act）は、イギリスの法律。アイルランド土地戦争への関与を疑われる人物を裁判なしで拘禁できるようにした法律であり、アイルランド総督が布告を行うことでアイルランド島のいかなる地域にも適用できるとされた。また、拘禁された人物のリストはイギリスの議会に提出されなければならなかった。

## 制定

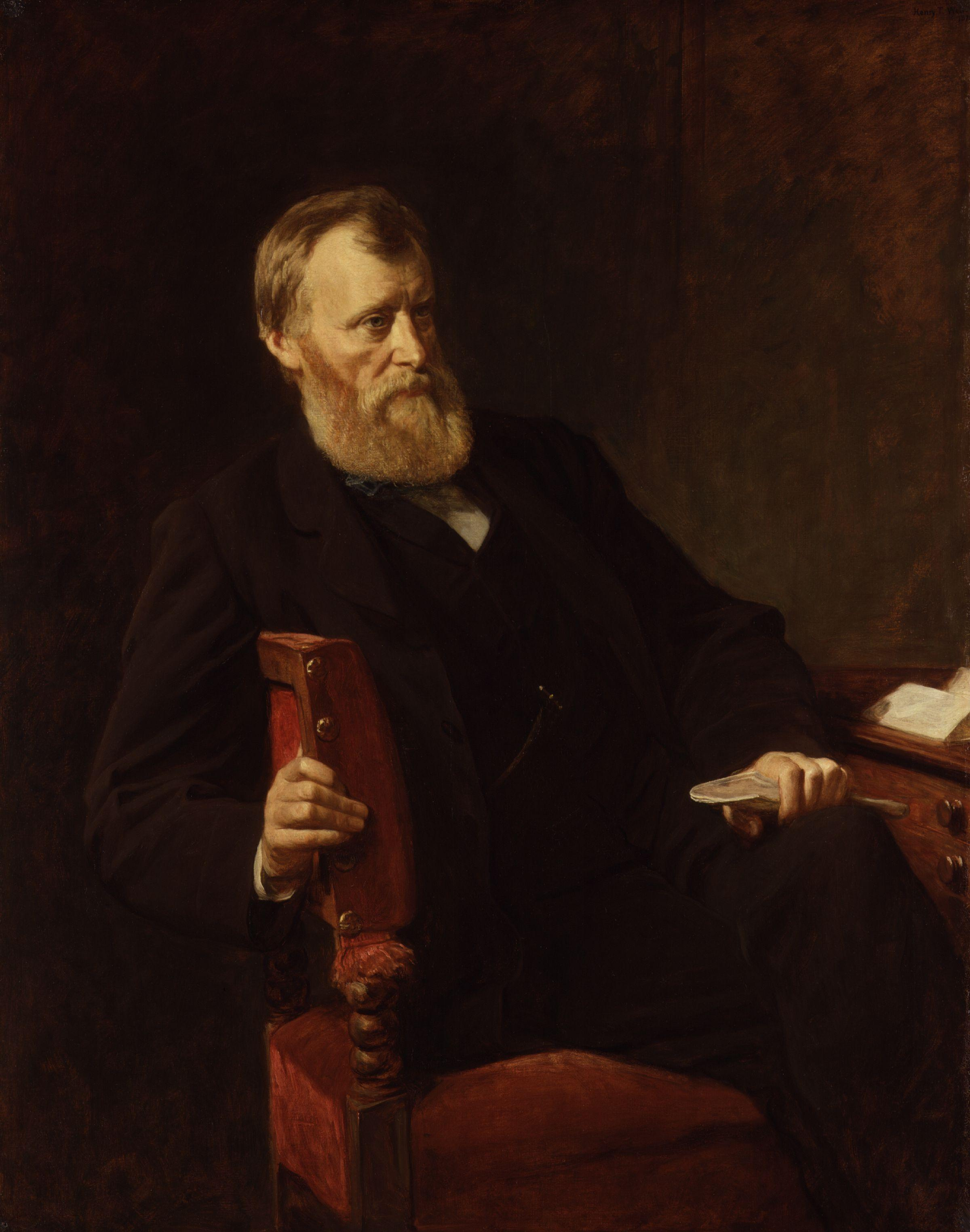
ウィリアム・エドワード・フォースターの肖像画、ヘンリー・タンワース・ウェルズ作。

1881年人身財産保護法は連合王国期のアイルランドに適用された100以上の強圧法の1つである。首相ウィリアム・グラッドストンは1880年に首相に返り咲いたばかりだったが、このときはアイルランドの土地戦争による社会不安の最中だった。アイルランド担当大臣に就任したウィリアム・エドワード・フォースターはその対処として騒動補償法案を庶民院に通過させたが、貴族院では否決されたため、グラッドストンは1881年1月24日に庶民院で強圧法案を提出した。
アイルランド議会党は強圧法案に強く反対して議事妨害を敢行、第二読会を41時間連続で妨害した。結局、庶民院議長のサー・ヘンリー・ブランドは議会党所属議員の発言要求を無視して採決を強行、さらにグラッドストンが議事規則の変更を推進して討論終結動議を導入した。強圧法案が3月に正式に裁可を受けた後、『ザ・スペクテイター』誌は強圧法案が「下院の時間を7週間と1日もの間完全に占拠した。その間の議論は名目上、女王演説に関する議論も含まれたが、その議論でも議題が変わることはなかった」と評した。

## 施行
1881年人身財産保護法に基づき拘禁された人物は953人に上った。拘禁された人物の多くがアイルランド国民土地連盟で活躍しており、この事実だけで人身財産保護法が要求した「合理的な疑念」を満たすとされた。
1881年10月13日、アイルランド議会党党首チャールズ・スチュワート・パーネルが『ユナイテッド・アイルランド』紙で1881年土地(アイルランド)法を批判した廉で人身財産保護法により拘禁された。パーネルの逮捕令状では彼を主犯として他人に地代支払いを控えるよう煽動したとされた。その後、パーネルはキルメイナム刑務所に拘禁された。パーネルが拘禁されてから1週間を満たないうちに『ユナイテッド・アイルランド』が無地代宣言（No Rent Manifesto）を発表したため、土地連盟は解散に追い込まれたが、すぐにアイルランド国民連盟として返り咲いた。
アメリカ合衆国の市民権を有するアイルランド系アメリカ人が人身財産保護法で拘禁されたため、米国との間の外交問題が生じた。

## 失効と廃止
第4条に基づき、1881年人身財産保護法は1882年9月30日に失効する予定だった。それに先立つ1882年2月には無地代宣言に署名したトマス・セクストンが廃止法案を提出したが、第一読会で否決された。一方、フォースターは危機対処のため人身財産保護法を無期限に延長することを提案したが、ほかの大臣から反対され、政府はパーネルとの交渉に踏み切った。これによりキルメイナム条約という合意がなされ、人身財産保護法を予定通りに失効させる代償としてボイコットが中止された。その後、フォースターとアイルランド総督の第5代スペンサー伯爵ジョン・スペンサーは1882年5月に辞任した。
人身財産保護法は失効した後、1894年制定法整理法で正式に廃止された。